# La Villedieu, Lozère
La Villedieu är en kommun i departementet Lozère i regionen Occitanien i södra Frankrike. Kommunen ligger i kantonen Saint-Amans som tillhör arrondissementet Mende. År 2018 hade La Villedieu 37 invånare.

## Befolkningsutveckling
Antalet invånare i kommunen La Villedieu
| Referens: INSEE |